# PSS 슬레만
PSS 슬레만(인도네시아어: Persatuan Sepakbola Sleman)은 욕야카르타 특별주 슬레만군을 연고로 하는 인도네시아의 축구단이다. 현재 챔피언십에 참가하고 있다.

## 우승
- 리가 2: 2018
- 리가 인도네시아 프리미어 디비전: 2013

## 선수 명단

### 현역
참고: FIFA 자격 규정에 따라 소속된 국가대표팀 국기를 표시합니다. 선수는 복수의 FIFA 비회원국 국적을 가지고 있을 수 있습니다.
| 번호 | 포지션 | 국적 | 이름 |
| ---- | ------ | ---- | ---- |

| 번호 | 포지션 | 국적 | 이름 |
| ---- | ------ | ---- | ---- |

## 역대 감독
| 감독          | 임기   |
| ------------- | ------ |
| 로페스 와그너 | 2024 ~ |

틀:챔피언십 (인도네시아)